# フアンホ・ニエト
フアン・ホセ・"フアンホ"・ニエト・サルソソ（Juan José "Juanjo" Nieto Zarzoso、1994年10月3日 - ）は、スペイン・バレンシア州カステリョン・デ・ラ・プラナ出身のサッカー選手。NKツェリェ所属。ポジションはDF。

## クラブ経歴
バレンシア州のカステリョン・デ・ラ・プラナに生まれ、2012年にCDカステリョンでのプロデビューを果たした。しかし、カステリョンではトップチームに定着できず、レアル・バリャドリードやRCDマジョルカのBチームを経て、2017年7月14日、セグンダBに所属していたエルクレスCFに加入した。
2019年8月6日、セグンダ・ディビシオンのレアル・オビエドに移籍し、2年契約を結んだ。
2021年7月9日、フリーでUDアルメリアに加入して2年契約を交わした。
2022年11月25日、SDウエスカに移籍した。
2024年8月、NKツェリェに移籍した。